# Marte Olsbu Røiseland
Marte Olsbu Røiseland, geb. Marte Olsbu (* 7. Dezember 1990 in Arendal) ist eine ehemalige norwegische Biathletin. Sie ist dreizehnmalige Weltmeisterin und wurde bei den Olympischen Winterspielen 2022 in Peking dreimalige Olympiasiegerin im Sprint, in der Verfolgung und mit der norwegischen Mixed-Staffel.
Olsbu Røiseland begann als Jugendliche mit dem Biathlonsport und gilt als Spätentwicklerin, die lange auf ihre Erfolge hinarbeiten musste. Nach mehreren Jahren in der zweiten norwegischen Auswahl wurde sie im Frühjahr 2014 in den Elitekader aufgenommen und startete danach regelmäßig im Weltcup. Ihre ersten Einzel-Weltcupsiege feierte sie im Winter 2018/19. Zuvor war sie mit der Frauen-Staffel bei den Weltmeisterschaften 2016 zum ersten Mal Weltmeisterin geworden. Als erste Biathletin gewann sie bei den Weltmeisterschaften 2020 in sieben Rennen sieben Medaillen, darunter fünf goldene. Die französische Sport-Tageszeitung L’Équipe zeichnete sie dafür als Weltsportlerin des Jahres aus. Neben drei Olympiasiegen bei den Winterspielen in Peking entschied Olsbu Røiseland in der Saison 2021/22 den Gesamtweltcup für sich. Im März 2023 beendete sie ihre Karriere.

## Werdegang

### Anfänge (bis 2009)
Marte Olsbu Røiseland stammt aus Froland in der südnorwegischen Provinz Agder, wo sie unter ihrem Geburtsnamen Marte Olsbu aufwuchs. Ihr Vater betreibt ein Sägewerk, sie hat einen sechs Jahre älteren Bruder. Olsbu wurde mit einer schweren Form von Asthma geboren und litt vor allem in ihrer frühen Kindheit unter starken Atemproblemen. Anfang der 1990er-Jahre nahm sie an einem Forschungsprojekt in Oslo teil, um ihre Lungenkapazität durch gezieltes Training zu vergrößern, wodurch sich ihr gesundheitlicher Zustand mit der Zeit verbesserte. Sie war früh sportlich aktiv: Als Zweijährige stand sie erstmals auf Skiern, später spielte sie in einer Handballmannschaft und begann nach deren Auflösung auf Veranlassung ihres Vaters im Alter von 13 Jahren beim örtlichen Verein Froland IL mit dem Biathlonsport – als einziges Mädchen im Team und zunächst ohne mit ihren Leistungen sonderlich aufzufallen.
Nach dem Mittelschulabschluss wechselte Olsbu 2006 auf das Skigymnasium in Sirdal. Dort übernahm Roger Grubben ihr Training, der auch den Olympiasieger Ole Einar Bjørndalen über mehrere Jahre betreute. Grubben erklärte später gegenüber norwegischen Medien, Olsbu sei anfangs eine der vier bis fünf schwächsten Sportlerinnen ihrer Klasse gewesen. Beeindruckt hätten ihn aber zum einen ihr unbedingter Wille zur Verbesserung und ihre sorgfältig ausgerichtete Planung, zum anderen ihr Wettkampfgeist im direkten Duell mit Konkurrentinnen. Zudem lobte Grubben, der auch nach Olsbus Abschluss am Skigymnasium weiter mit ihr zusammenarbeitete, dass die von ihm betreute Athletin eigenverantwortlich Entscheidungen treffe und Prioritäten setze, etwa in Bezug darauf, welche Wettkämpfe sie vor einem Großereignis bestreite. Neben Grubben lernte Marte Olsbu auf dem Skigymnasium in Sirdal auch ihren späteren Ehemann Sverre Røiseland als Klassenkameraden kennen. Røiseland unterstützte seine Freundin bei der Umstellung auf ein strukturiertes Training und einen zielgerichteten Ernährungsplan. Im Februar 2008 gewann Olsbu im Massenstart der Altersklasse U18 ihren ersten nationalen Meistertitel. Während ihrer Zeit als Nachwuchssportlerin hatte sie viel mit Verletzungen und Krankheiten zu kämpfen, unter anderem erkrankte sie an Pfeiffer-Drüsenfieber und musste sich einer Operation an der Achillessehne unterziehen.

### Langsamer Aufstieg in den Weltcupkader (2009 bis 2014)
Ab Herbst 2009 studierte Olsbu an der Universität Agder, wo sie ein auf Spitzensportler zugeschnittenes Programm besuchte, in dem die Kurse vor allem im Frühjahr stattfanden, damit im Herbst und Winter Zeit für Training und Wettkämpfe blieb. Sie schloss ihr Public-Health-Bachelorstudium im Sommer 2016 ab. In der Zwischenzeit stieß Olsbu langsam in die vorderste Reihe der norwegischen Biathletinnen vor. Ihre ersten internationalen Einsätze erhielt sie im Winter 2010/11, als sie in Beitostølen (mit Platz 31 von etwa 70 Starterinnen) ihr Debüt im zweitklassigen IBU-Cup gab und dann für die Juniorenweltmeisterschaften 2011 in Nové Město na Moravě nominiert wurde. Dort war ihr bestes Ergebnis ein neunter Rang im Einzel beim Sieg der etwa um ein halbes Jahr älteren Italienerin Dorothea Wierer. Ebenfalls im Einzel gewann sie am Saisonende ihre erste Medaille bei den norwegischen Meisterschaften der Erwachsenen: Sie blieb ohne Fehlschuss und belegte – mit mehr als vier Minuten Rückstand auf die Olympiasiegerin Tora Berger – den zweiten Rang.
Von 2011 bis 2014 gehörte Olsbu in drei aufeinanderfolgenden Saisons dem norwegischen Rekrutt-Kader an, der zweiten Mannschaft hinter dem von Tora Berger angeführten Elitekader. Während sich einige ihrer etwa gleichaltrigen Konkurrentinnen wie Tiril Eckhoff und Synnøve Solemdal in diesen Jahren im Weltcup etablierten, erhielt Olsbu nach ihrem Debüt in Östersund im November 2012 zunächst nur sporadische Einsätze in der höchsten Wettkampfserie. Sie startete vorrangig im IBU-Cup, wo sie im Dezember 2012 ihre ersten Rennen für sich entschied. Bei den Europameisterschaften 2014 siegte sie im Sprint und fand zum Saisonende erstmals regelmäßig Berücksichtigung im Weltcup. Dort platzierte sie sich sowohl im Sprint auf der Pokljuka als auch in der Verfolgung von Kontiolahti unter den ersten Zwölf. Schließlich gewann sie bei den norwegischen Meisterschaften Ende März vor Tora Berger Gold im Einzelrennen und damit ihren ersten nationalen Meistertitel im Erwachsenenbereich (dem bis 2018 sieben weitere folgten). Im Frühjahr 2014 beförderte sie der norwegische Verband in den von Stian Eckhoff trainierten fünfköpfigen Elitekader.

### Annäherung an die internationale Spitze und erste Olympiateilnahme (2014 bis 2018)

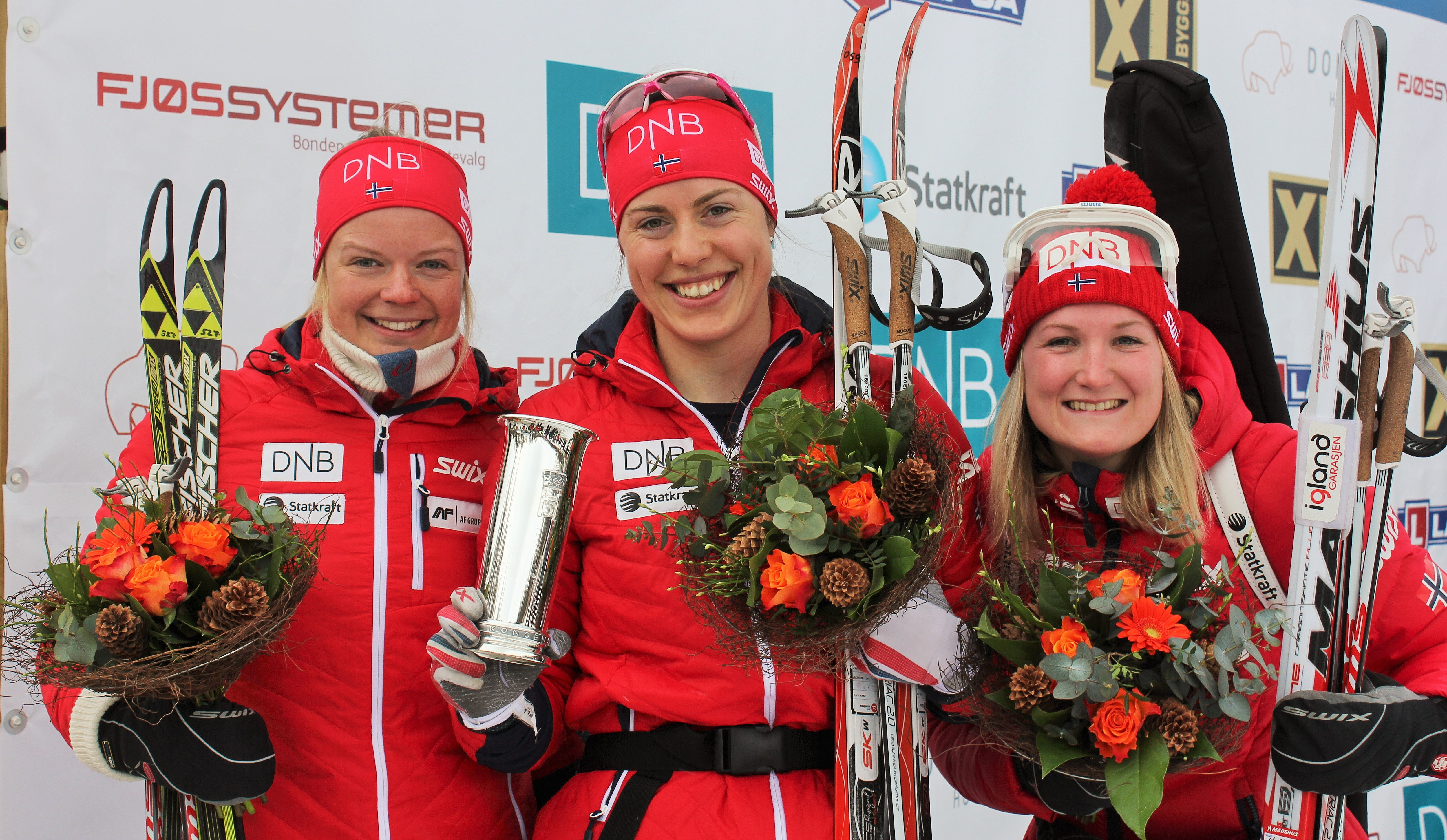
Marte Olsbu (rechts) neben Kaia Wøien Nicolaisen und Synnøve Solemdal bei den norwegischen Meisterschaften 2016

Der norwegische Frauen-Biathlonsport erlebte nach dem Rücktritt von Tora Berger 2014 einen Umbruch. Zwischenzeitlich fiel das Land in der Nationenwertung vom ersten Platz (im Winter 2013/14) auf den sechsten Platz (2014/15) zurück. In einem späteren Interview sprach Marte Olsbu davon, dass in dieser Zeit schrittweise ein neues Team aufgebaut werden musste. Die mediale Berichterstattung sah vor allem Tiril Eckhoff in der Rolle als Nachfolgerin Tora Bergers und neue Leitfigur im norwegischen Team. Olsbu galt dagegen zwar als solide Schützin – mit einer Trefferquote von gut 80 Prozent war sie in dieser Teildisziplin im Winter 2014/15 etwas stärker als Eckhoff –, läuferisch blieb sie aber zunächst klar hinter den Spitzenläuferinnen im Weltcup zurück und belegte in der Gesamtwertung der Wettkampfserie 2014/15 den 44. Rang. In der Folgesaison verbesserten sich Olsbus Leistungen in der Loipe deutlich, was die Sportlerin selbst auf kontinuierliches Training zurückführte.
Ein Schlüsselmoment in Olsbus Laufbahn war das Frauenstaffelrennen bei den Weltmeisterschaften 2016 am Osloer Holmenkollen, das sie gemeinsam mit Synnøve Solemdal, Fanny Horn Birkeland und Tiril Eckhoff gewann: Die Norwegerinnen hatten zuvor in den zwei Jahren seit Bergers Rücktritt in keinem Staffelwettkampf das Podest erreicht und galten als Außenseiterinnen. Olsbu wurde bei den Heimweltmeisterschaften erstmals in ihrer Karriere als Staffelschlussläuferin aufgestellt, sie übernahm das Rennen in Führung liegend von Eckhoff und brachte einen Vorsprung von fünf Sekunden auf die französische Schlussläuferin Marie Dorin-Habert ins Ziel. Später sprach sie von einem „Wendepunkt“ in ihrer Laufbahn: Das ganze Team habe nach dem Erfolg an Selbstbewusstsein gewonnen. Bei den Weltmeisterschaften holte Olsbu außerdem Bronze mit der Mixed-Staffel und als bestes Einzelergebnis einen siebten Rang im Massenstart. Zum Saisonende stand sie beim Sprint von Chanty-Mansijsk als Dritte hinter Kaisa Mäkäräinen und Gabriela Soukalová erstmals auf dem Podium in einem Einzel-Weltcuprennen.
Die Winter 2016/17 und 2017/18 beendete Olsbu auf der zwölften beziehungsweise auf der vierzehnten Position in der Gesamtwertung des Weltcups. In den beiden Jahren erreichte sie zweimal das Podium in Weltcup-Einzelrennen: Beim Sprint auf der Pokljuka im Dezember 2016 – anderthalb Monate nach einer Blinddarm-Operation – und bei der Verfolgung in Östersund im Dezember 2017 platzierte sie sich jeweils auf Rang drei. Außerdem siegte sie im November 2016 in Östersund zusammen mit Fanny Horn Birkeland, Ole Einar Bjørndalen und Johannes Thingnes Bø zum ersten Mal in einem Mixed-Staffel-Rennen. Der norwegische Biathlon-Kommentator Ola Lunde bezeichnete Olsbus Leistungen im Frühjahr 2017 als zu instabil, um dauerhaft zur Weltspitze zu zählen. Insbesondere sah er ein Problem in ihrer Trefferquote am Schießstand, die seit Jahren bei etwa 80 Prozent stagnierte und damit knapp zehn Prozentpunkte niedriger war als die Quote der amtierenden Gesamtweltcupsiegerin Laura Dahlmeier. Bei den Olympischen Winterspielen 2018 in Pyeongchang gewann Olsbu zwei Silbermedaillen im Sprint (mit einem Schießfehler hinter Dahlmeier) und mit der Mixed-Staffel (an der Seite von Tiril Eckhoff, Johannes Thingnes Bø und Emil Hegle Svendsen hinter dem französischen Quartett). Olsbus Sprintsilber war die erste Einzelmedaille für einen Sportler aus dem norwegischen Südland bei Olympischen Winterspielen.

### Erste Einzel-Weltcupsiege und -Weltmeistertitel (2018 bis 2020)

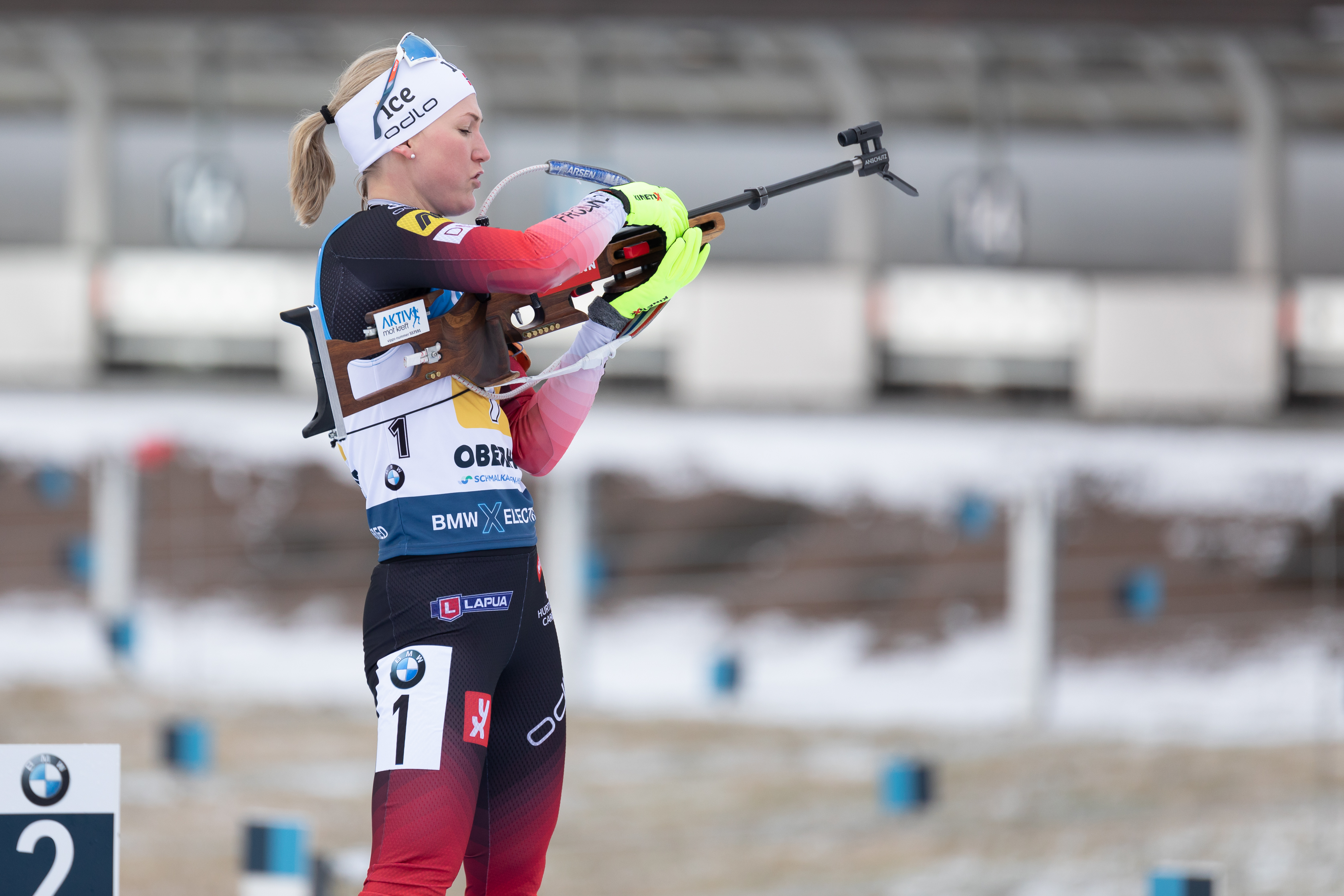
Marte Olsbu Røiseland beim Stehendschießen (Biathlon-Weltcup in Oberhof 2020)

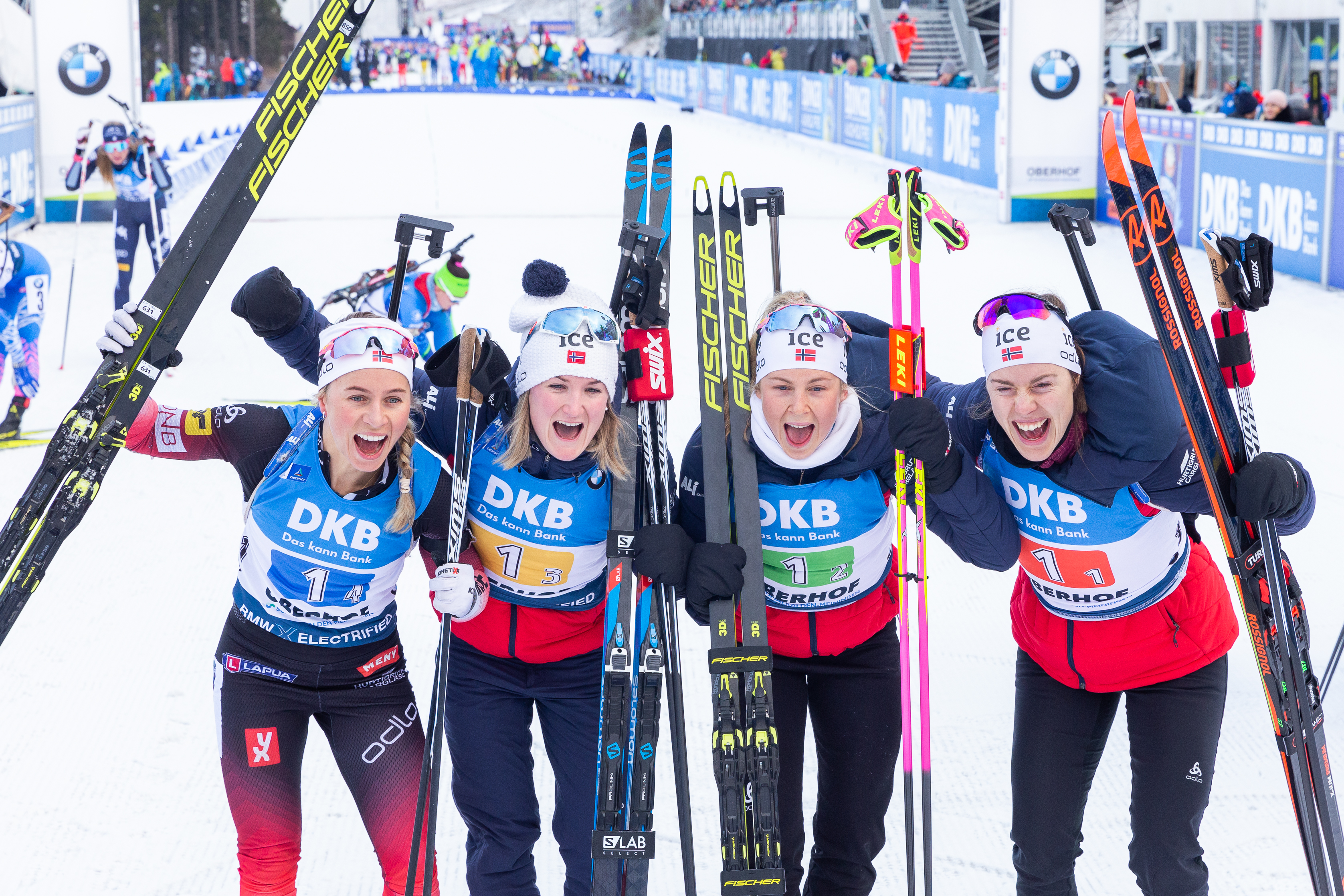
Die norwegische Frauenstaffel nach einem Weltcupsieg im Januar 2020: Tiril Eckhoff, Marte Olsbu Røiseland, Ingrid Landmark Tandrevold und Synnøve Solemdal (von links nach rechts)

Im Sommer 2018 heiratete Marte Olsbu ihren langjährigen Freund, den Biathlontrainer Sverre Røiseland (* 1990). Beide kombinierten ihre Familiennamen und heißen seitdem Olsbu Røiseland.
Ende 2018 feierte Marte Olsbu Røiseland im tschechischen Nové Město ihre ersten beiden Weltcupsiege: Zunächst entschied sie am 21. Dezember mit einer fehlerfreien Schießleistung den Sprint vor Laura Dahlmeier für sich, einen Tag später schlug sie im Verfolgungswettkampf Dorothea Wierer im Zielspurt um zwei Zehntelsekunden. Nach einem dritten Weltcupsieg im Sprint von Soldier Hollow im Februar 2019 galt Olsbu Røiseland vor den Weltmeisterschaften in Östersund als Mitfavoritin. Sie verpasste bei den Weltmeisterschaften zwar in den Einzelrennen die Medaillenränge – und sagte später, ihr hätten nach der zehrenden Saison dafür die nötigen Kräfte gefehlt –, holte aber Gold in allen drei Staffelwettbewerben (Frauen, Mixed und Single-Mixed zusammen mit Johannes Thingnes Bø). Die Weltcupsaison 2018/19 schloss sie auf Platz vier des Gesamtklassements ab.
Im folgenden Winter 2019/20 richtete Olsbu Røiseland ihren Trainingsplan voll auf die Weltmeisterschaften aus und verzichtete im Vorfeld der WM auf den Start bei einigen Weltcuprennen. Die frühere Weltmeisterin Liv Grete Skjelbreid äußerte als Expertin des norwegischen Fernsehsenders NRK Unverständnis über Olsbu Røiselands Entscheidung und warf ihr vor, den Kampf um den Gesamtweltcup leichtfertig aufzugeben. Bei den Weltmeisterschaften in Antholz gewann Olsbu Røiseland als erste Biathletin in sieben Wettkämpfen sieben Medaillen, darunter fünf goldene im Sprint, im Massenstart und in den drei Staffeln, außerdem Bronze im Einzel und in der Verfolgung. Im abschließenden WM-Massenstart lag sie nach je einem Fehler bei den ersten beiden Schießeinlagen zwischenzeitlich weit zurück auf dem 22. Platz, traf dann aber stehend mit allen zehn Schüssen und überholte auf der Schlussrunde die bis dahin führende Dorothea Wierer. Für ihre Weltmeistertitel zeichnete die französische Sport-Tageszeitung L’Équipe Olsbu Røiseland als Weltsportlerin des Jahres („Championne des championnes monde“) 2020 aus. Sie erhielt die Ehrung als erste Norwegerin und als erste Biathletin.

### Dreifache Olympiasiegerin und Gesamtweltcupsiegerin (bis 2023)
| Trefferquoten Marte Olsbu Røiselands in Einzel-Weltcuprennen Hier fehlt eine Grafik, die leider im Moment aus technischen Gründen nicht angezeigt werden kann. Wir arbeiten daran! |

Mit drei Saisonsiegen gehörte Olsbu Røiseland auch im Weltcup 2020/21 zu den führenden Sportlerinnen und belegte den zweiten Platz in der Gesamtwertung hinter ihrer Teamkollegin Tiril Eckhoff, die 13 Rennen für sich entschied. Bei den Weltmeisterschaften gewann Olsbu Røiseland jeweils als Schlussläuferin Gold mit der Frauen- und der Mixed-Staffel, aber keine weitere Einzelmedaille. Sie selbst zog nach der Saison ein durchmischtes Fazit: Zwar habe sie konstant gute Leistungen gezeigt, sich aber insgesamt mehr erhofft – vor allem den Gesamtweltcupsieg. Weil wegen der COVID-19-Pandemie keine Zuschauer zu den Wettkämpfen zugelassen wurden, vermisste sie zudem die für Biathlon-Weltcups übliche Atmosphäre. Insgesamt brachten die Viruspandemie und die damit verbundenen Vorsichtsmaßnahmen Olsbu Røiseland nach eigener Aussage aus dem Konzept: Dem norwegischen Fernsehen sagte sie später, sie sei insgesamt wesentlich ängstlicher geworden, habe am Schießstand weniger offensiv geschossen und sich als „schlechte Version [ihrer] selbst“ (im Original: „en dårlig versjon av meg selv“) gefühlt. Mit Unterstützung ihres Mannes habe sie dann nach der Saison daran gearbeitet, wieder mehr Risiken einzugehen und sich weniger verrückt zu machen.
Die Umstellungen im Sommer 2021 zeigten Erfolg: 2021/22 triumphierte Olsbu Røiseland sowohl im Gesamtweltcup als auch bei den olympischen Wettkämpfen in Peking, wo sie drei Gold- und zwei Bronzemedaillen gewann. Gegenüber der Vorsaison verbesserte sie ihre Trefferquote am Schießstand von 85 Prozent auf etwa 91 Prozent. Sie traf etwa im olympischen Sprint mit allen zehn Schüssen, während sie zugleich die schnellste Laufzeit aufstellte und am Ende etwa eine halbe Minute Vorsprung auf die zweitplatzierte Elvira Öberg hatte. Rückblickend auf die Saison bezeichnete sie den Sprint als „perfektes Rennen“ und nannte es das bis dahin beste ihrer Karriere. In der anschließenden Verfolgung baute sie den Vorsprung auf Öberg auf anderthalb Minuten aus. Die dritte olympische Goldmedaille gewann Olsbu Røiseland mit der Mixed-Staffel, während sie im Einzel sowie im Massenstart Bronze holte (und nur mit der viertplatzierten Frauenstaffel ohne Medaille blieb). Vor der Eisschnellläuferin Irene Schouten war sie die erfolgreichste weibliche Teilnehmerin an den Winterspielen von Peking. Bei der olympischen Schlussfeier trug Olsbu Røiseland die norwegische Fahne. Am Ende des Winters hatte sie in der Weltcup-Gesamtwertung nach insgesamt sechs Einzelsiegen mehr als 130 Punkte Vorsprung auf Elvira Öberg. Außerdem siegte sie in den Disziplinenwertungen für Sprint und Verfolgung.
Sverre Olsbu Røiseland übernahm im Sommer 2022 als Disziplin-Trainer die Betreuung der deutschen Biathletinnen, weswegen seine Frau in der Vorbereitung auf die Saison 2022/23 zwischenzeitlich auch in Ruhpolding gemeinsam mit dem deutschen Team trainierte. Sie war nach verschiedenen gesundheitlichen Problemen im Frühjahr und Sommer des Jahres – einer Infektion mit COVID-19 im März sowie einer Gürtelrose-Erkrankung im September – zu Beginn des Winters nicht voll belastungsfähig und verzichtete auf Starts bei den Weltcuprennen im Dezember 2022. Bei ihrer Rückkehr in das internationale Wettkampfgeschehen erreichte Marte Olsbu Røiseland schnell wieder vordere Ergebnisse: Sie gewann Bronze in der Verfolgung sowie zwei Staffelgoldmedaillen bei den Weltmeisterschaften 2023 in Oberhof. Mit insgesamt 13 Weltmeistertiteln übertraf sie die bis dahin gültige Bestmarke von Magdalena Neuner, die zwölf Titel errungen hatte. Außerdem feierte Olsbu Røiseland Anfang März bei den Weltcuprennen in Nové Město in Sprint und Verfolgung ihren sechzehnten beziehungsweise siebzehnten Einzelsieg in der Wettkampfserie. Am 14. März kündigte sie das Ende ihrer sportlichen Laufbahn für den Saisonabschluss am Holmenkollen an. Vor heimischem Publikum erreichte sie in ihrem letzten Weltcuprennen am 19. März den zweiten Platz im Massenstart hinter Hanna Öberg und vor Anaïs Chevalier-Bouchet, die am gleichen Tag ihre aktive Biathlon-Karriere beendete.

## Einschätzungen und Würdigung
Im Vergleich zu anderen, extrovertierten Biathletinnen wie Dorothea Wierer beschreiben (deutschsprachige) Medien Marte Olsbu Røiseland als eher zurückhaltend. Sie habe über lange Zeit im Schatten ihrer Teamkollegin Tiril Eckhoff gestanden und eigne sich nicht als glamouröses Covergirl. Wegen ihrer „freundlich-positive[n] Art“ sei sie aber sehr wohl eine „fröhliche Sympathieträgerin“. Die norwegische Tageszeitung Fædrelandsvennen sah in ihr nach ihrer ersten Olympiamedaille 2018 eine Sportlerin, die langsam – durch Training und Geduld, weniger durch große Worte – die Herzen des Publikums gewinne. Olsbu Røiseland gilt als akribisch und zielstrebig: Der Norwegische Rundfunk NRK führte ihre Erfolge als Beleg dafür an, dass man kein „Wunderkind“ (im Original: „barnestjerne“) sein müsse, um es an die Spitze zu schaffen. In diesem Zusammenhang sagte Olsbu Røiseland selbst, sie sei froh, dass sie immer um den Anschluss an die anderen habe kämpfen müssen, weil sie dadurch einen stetigen Fortschritt erlebt habe.
Schon vor ihren ersten olympischen Erfolgen hatte Olsbu Røiseland mehrere lokale Sponsoren aus ihrem Heimatort und erklärte, dass sie finanziell sehr gut zurechtkomme. Später arbeitete sie unter anderem als Werbeträgerin und Taufpatin für die Reederei Fjord Line. 2022 erhielt sie – zusammen mit mehreren anderen Sportlerinnen und Sportlern, darunter Tiril Eckhoff – die Holmenkollen-Medaille sowie außerdem Fearnleys olympiske ærespris.

## Statistiken

### Weltcupsiege
| Nr. | Datum         | Ort                  | Disziplin   |
| --- | ------------- | -------------------- | ----------- |
| 1.  | 21. Dez. 2018 | Nové Město na Moravě | Sprint      |
| 2.  | 22. Dez. 2018 | Nové Město na Moravě | Verfolgung  |
| 3.  | 14. Feb. 2019 | Midway               | Sprint      |
| 4.  | 9. Jan. 2020  | Oberhof              | Sprint      |
| 5.  | 14. Feb. 2020 | Antholz (WM)         | Sprint      |
| 6.  | 23. Feb. 2020 | Antholz (WM)         | Massenstart |
| 7.  | 13. Dez. 2020 | Hochfilzen           | Verfolgung  |
| 8.  | 20. Dez. 2020 | Hochfilzen           | Massenstart |
| 9.  | 20. März 2021 | Östersund            | Verfolgung  |
| 10. | 4. Dez. 2021  | Östersund            | Verfolgung  |
| 11. | 12. Dez. 2021 | Hochfilzen           | Verfolgung  |
| 12. | 16. Dez. 2021 | Le Grand-Bornand     | Sprint      |
| 13. | 7. Jan. 2022  | Oberhof              | Sprint      |
| 14. | 9. Jan. 2022  | Oberhof              | Verfolgung  |
| 15. | 16. Jan. 2022 | Ruhpolding           | Verfolgung  |
| 16. | 3. März 2023  | Nové Město na Moravě | Sprint      |
| 17. | 4. März 2023  | Nové Město na Moravě | Verfolgung  |

| Nr. | Datum         | Ort                  | Disziplin               |
| --- | ------------- | -------------------- | ----------------------- |
| 1.  | 11. März 2016 | Oslo (WM)            | Staffel 1               |
| 2.  | 27. Nov. 2016 | Östersund            | Mixed-Staffel 2         |
| 3.  | 7. März 2019  | Östersund (WM)       | Mixed-Staffel 3         |
| 4.  | 14. März 2019 | Östersund (WM)       | Single-Mixed-Staffel 4  |
| 5.  | 16. März 2019 | Östersund (WM)       | Staffel 5               |
| 6.  | 8. Dez. 2019  | Östersund            | Staffel 6               |
| 7.  | 14. Dez. 2019 | Hochfilzen           | Staffel 6               |
| 8.  | 11. Jan. 2020 | Oberhof              | Staffel 5               |
| 9.  | 17. Jan. 2020 | Ruhpolding           | Staffel 6               |
| 10. | 13. Feb. 2020 | Antholz (WM)         | Mixed-Staffel 7         |
| 11. | 20. Feb. 2020 | Antholz (WM)         | Single-Mixed-Staffel 4  |
| 12. | 22. Feb. 2020 | Antholz (WM)         | Staffel 5               |
| 13. | 12. Dez. 2020 | Hochfilzen           | Staffel 6               |
| 14. | 10. Feb. 2021 | Pokljuka (WM)        | Mixed-Staffel 8         |
| 15. | 20. Feb. 2021 | Pokljuka (WM)        | Staffel 9               |
| 16. | 14. März 2021 | Nové Město na Moravě | Staffel 7               |
| 17. | 8. Jan. 2022  | Oberhof              | Mixed-Staffel 10        |
| 18. | 3. März 2022  | Kontiolahti          | Staffel 9               |
| 19. | 13. März 2022 | Otepää               | Single-Mixed-Staffel 11 |
| 20. | 14. Jan. 2023 | Ruhpolding           | Staffel 12              |
| 21. | 5. März 2023  | Nové Město na Moravě | Single-Mixed-Staffel 13 |
| 22. | 11. März 2023 | Östersund            | Staffel 14              |

### Weltcupplatzierungen
Die Tabelle zeigt alle Platzierungen (je nach Austragungsjahr einschließlich Olympische Spiele und Weltmeisterschaften).
- 1.–3. Platz: Anzahl der Podiumsplatzierungen
- Top 10: Anzahl der Platzierungen unter den ersten zehn (einschließlich Podium)
- Punkteränge: Anzahl der Platzierungen innerhalb der Punkteränge (einschließlich Podium und Top 10)
- Starts: Anzahl gelaufener Rennen in der jeweiligen Disziplin
- Staffel: inklusive Mixed- und Single-Mixed-Staffeln

| Platzierung         | Einzel | Sprint | Verfolgung | Massenstart | Staffel | Gesamt |
| ------------------- | ------ | ------ | ---------- | ----------- | ------- | ------ |
| 1. Platz            |        | 7      | 8          | 2           | 22      | 39     |
| 2. Platz            |        | 3      | 3          | 1           | 5       | 12     |
| 3. Platz            | 1      | 7      | 3          | 3           | 6       | 20     |
| Top 10              | 4      | 36     | 36         | 21          | 54      | 151    |
| Punkteränge         | 17     | 60     | 55         | 30          | 56      | 218    |
| Starts              | 23     | 76     | 58         | 30          | 56      | 243    |
| Stand: Karriereende |        |        |            |             |         |        |

### Olympische Winterspiele
Ergebnisse bei Olympischen Winterspielen:
| Olympische Winterspiele | Olympische Winterspiele | Einzel | Sprint | Verfolgung | Massenstart | Staffel | Mixedstaffel |
| Jahr                    | Ort                     | Einzel | Sprint | Verfolgung | Massenstart | Staffel | Mixedstaffel |
| ----------------------- | ----------------------- | ------ | ------ | ---------- | ----------- | ------- | ------------ |
| 2018                    | Pyeongchang             | 71.    | 2.     | 4.         | 8.          | 4.      | 2.           |
| 2022                    | Peking                  | 3.     | 1.     | 1.         | 3.          | 4.      | 1.           |

### Weltmeisterschaften
| Weltmeisterschaften | Weltmeisterschaften | Einzel | Sprint | Verfolgung | Massenstart | Staffel | Mixedstaffel | Single-Mixedstaffel |
| Jahr                | Ort                 | Einzel | Sprint | Verfolgung | Massenstart | Staffel | Mixedstaffel | Single-Mixedstaffel |
| ------------------- | ------------------- | ------ | ------ | ---------- | ----------- | ------- | ------------ | ------------------- |
| 2015                | Kontiolahti         | –      | 30.    | 41.        | –           | 4.      | –            |                     |
| 2016                | Oslo                | 42.    | 11.    | 16.        | 7.          | 1.      | 3.           |                     |
| 2017                | Hochfilzen          | 58.    | 54.    | 16.        | 29.         | 11.     | 8.           |                     |
| 2019                | Östersund           | 23.    | 25.    | 4.         | 7.          | 1.      | 1.           | 1.                  |
| 2020                | Antholz             | 3.     | 1.     | 3.         | 1.          | 1.      | 1.           | 1.                  |
| 2021                | Pokljuka            | 20.    | 6.     | 9.         | 4.          | 1.      | 1.           | –                   |
| 2023                | Oberhof             | –      | 4.     | 3.         | 17.         | 6.      | 1.           | 1.                  |

### Juniorenweltmeisterschaften
Ergebnisse bei den Juniorenweltmeisterschaften:
| Weltmeisterschaften | Weltmeisterschaften | Einzel | Sprint | Verfolgung | Staffel |
| Jahr                | Ort                 | Einzel | Sprint | Verfolgung | Staffel |
| ------------------- | ------------------- | ------ | ------ | ---------- | ------- |
| 2011                | Nové Město          | 9.     | 37.    | 27.        | –       |

### Norwegische Meisterschaften
Seit 2011 gewann Marte Olsbu Røiseland insgesamt 14 Medaillen bei norwegischen Meisterschaften (Stand 2022), darunter acht goldene:
- 2011 Målselv: Silber im Einzel
- 2012 Trondheim: Bronze im Massenstart
- 2014 Voss: Gold im Einzel, Bronze im Massenstart
- 2015 Sirdal: Gold in Sprint und Verfolgung, Bronze im Einzel
- 2016 Dombås: Gold im Massenstart, Silber in der Verfolgung, Bronze im Sprint
- 2017 Mo i Rana: Gold im Massenstart
- 2018 Lillehammer: Gold in Sprint, Verfolgung und Massenstart